# 伊藤信太郎
伊藤 信太郎（いとう しんたろう、1953年〈昭和28年〉5月6日 - ）は、日本の政治家。
環境大臣（第32代）、内閣府特命担当大臣（原子力防災）（第2次岸田第2次改造内閣）、外務副大臣（福田康夫改造内閣・麻生内閣）、外務大臣政務官（第3次小泉改造内閣）、衆議院東日本大震災復興特別委員長、同環境委員長、衆議院議員（7期）、自由民主党国際局長を歴任した。この他、大阪大学大学院客員教授（国際公共政策研究科）や東北福祉大学教授を務めた。
父は第69代衆議院議長の伊藤宗一郎。

## 来歴
宮城県加美町で、後の衆議院議員伊藤宗一郎の長男として生まれる。慶應義塾幼稚舎、慶應義塾普通部、慶應義塾高等学校、慶應義塾大学経済学部経済学科卒業。1978年慶應義塾大学大学院法学研究科政治学専攻修士課程修了。

### 留学時代
1979年、日本人として初めて入学が許可されたアメリカン・フィルム・インスティチュート（American Film Institute, AFI ）の映画監督プログラムを修了した。在学中は、4本の映画の脚本を英語で書き、監督した。翌1980年にはハーバード大学大学院（Graduate School of Arts and Sciences, GSAS ）にて、人文修士（Master of Arts）を修了した。同年、フランスに移住。ソルボンヌ大学で学ぶ。

### 帰国後
1981年帰国し、同年11月、防衛庁長官（当時）に就任した実父・伊藤宗一郎の秘書官となった。1985年、ニュース番組『CNNデイウォッチ』（テレビ朝日）のキャスターを務め、1995年玉川大学大学院非常勤講師に就任。1996年、伊藤宗一郎の衆議院議長就任に伴い、同政策担当秘書となった。また、玉川大学大学院非常勤講師として、1995年マスメディア論・国際関係論、1996年には地域論（フランス）を担当した。1999年、東北福祉大学助教授（感性福祉研究所）に就任、2001年には同教授に昇格した。

### 国会議員へ

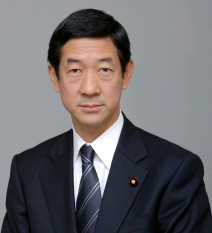
外務大臣政務官時代に公開された肖像写真

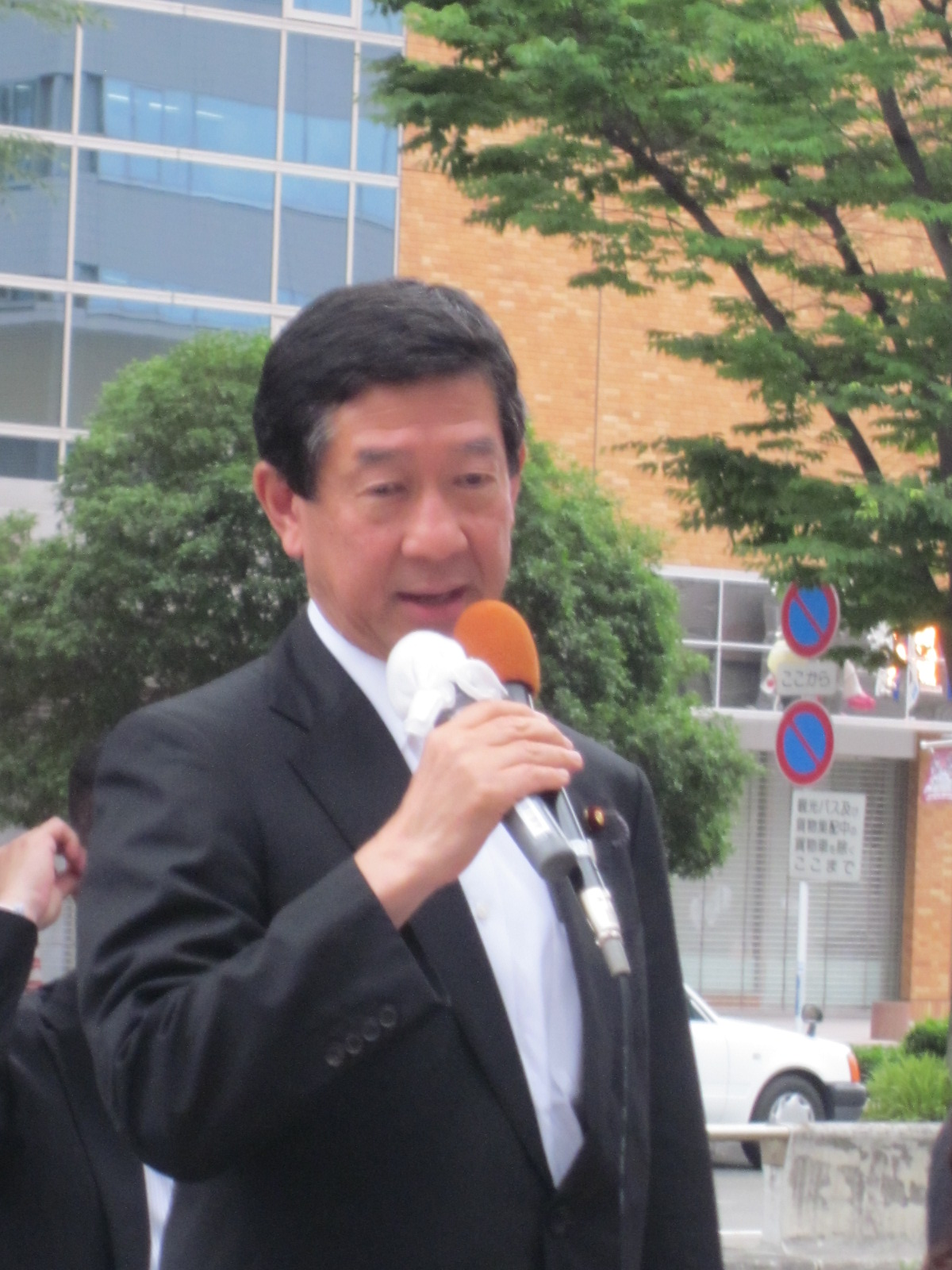
参議院議員選挙宮城選挙区にて応援演説を行う伊藤（2016年6月22日）

2001年9月4日、衆議院議員在任中だった父・伊藤宗一郎の死去に伴い、宮城4区では補欠選挙が行われることとなった。自由民主党は世襲候補として伊藤を機械的に擁立することはせず、公募による候補者予備選挙を実施した。この予備選において伊藤は前参議院議員の亀谷博昭に大差をつけて選出される。自民党の公認候補として同補欠選挙で元宮城県知事の本間俊太郎らを破り初当選。2003年、衆議院議員に再選。2005年の郵政国会では、郵政民営化に慎重な立場をとっていたが、最終的には賛成した。第44回衆議院議員総選挙では自民党公認を得て3選され、第3次小泉改造内閣では外務大臣政務官、2008年発足の福田康夫改造内閣では外務副大臣に就任した。2009年、第45回衆議院議員総選挙に自民党から立候補。公明党の推薦も受けたが民主党の石山敬貴に敗れ、重複立候補していた比例東北ブロックでも復活出来ずに落選した。
落選後に人材派遣会社・パソナグループの特別顧問に就任、就職先が決まらない大学生らにビジネスマナーから専門知識を教授する『人材創造大学校』の「事務総長」を務める。2012年、第46回衆議院議員総選挙に自民党から立候補し、前回敗れた石山を大差で破って4選。国政に復帰。2013年 、衆議院環境委員長に就任。2014年、第47回衆議院議員総選挙に自民党から立候補し、5選。2017年、第48回衆議院議員総選挙に自民党から立候補し、6選。2021年、第49回衆議院議員総選挙に自民党から立候補し、7選。
同年11月18日、衆議院選挙区の新しい区割りである「10増10減」の改正公職選挙法案が参議院で可決された。宮城県内の選挙区は6から5に削減され、宮城4区の区域は「石巻市、塩竈市、多賀城市、東松島市、富谷市、宮城郡、黒川郡、牡鹿郡」となった。
2023年9月13日発足の第2次岸田第2次改造内閣で環境大臣兼内閣府特命担当大臣（原子力防災）に就任し、初入閣。
2024年10月15日、第50回衆議院議員総選挙が公示され、宮城4区からは、伊藤、旧宮城5区から国替えした立憲民主党現職の安住淳、日本維新の会新人の元石巻市議会議員の佐藤雄一、れいわ新選組新人の元釜石市議会議員の大林正英の4人が立候補した。自民党は裏金問題や統一教会問題、10月23日に発覚した非公認候補への2000万円支給問題などで逆風が吹き荒れた。10月27日、総選挙執行。投票締め切りの20時直後に朝日新聞は安住の当選確実を報じ、安住は10期目の当選を果たした。自民党は比例東北ブロックで5議席を獲得。単独1位の江渡聡徳と単独2位の森下千里を除く残り3議席は惜敗率の高い重複立候補者で占められ、5番目の惜敗率（64.185％）だった伊藤は議席を失った。

## 政策・主張

### 憲法
- 憲法改正について、2017年の朝日新聞社のアンケートで「賛成」と回答[28]。
- 憲法9条への自衛隊の明記について、2021年のNHKのアンケートで「どちらかといえば賛成」と回答[29]。
- 憲法を改正し緊急事態条項を設けることについて、2021年の毎日新聞社のアンケートで「賛成」と回答[30]。

### 外交・安全保障
- 安全保障関連法の成立について、2017年の朝日新聞社のアンケートで「評価する」と回答[28]。
- 「他国からの攻撃が予想される場合には先制攻撃もためらうべきではない」との問題提起に対し、2017年の朝日新聞社のアンケートで「どちらともいえない」と回答[28]。
- 「北朝鮮に対しては対話よりも圧力を優先すべきだ」との問題提起に対し、2017年の朝日新聞社のアンケートで「どちらともいえない」と回答[28]。
- 徴用工訴訟などの歴史問題をめぐる日韓の関係悪化についてどう考えるかとの問いに対し、2021年の毎日新聞社のアンケートで「政府の今の外交方針でよい」と回答[30]。

### ジェンダー
- 選択的夫婦別姓制度の導入について、2017年の朝日新聞社のアンケートで「どちらとも言えない」と回答[28]。2021年のNHKのアンケートで「どちらかといえば反対」と回答[29]。
- 同性婚を可能とする法改正について、2017年の朝日新聞社のアンケートで「どちらかと言えば反対」と回答[28]。2021年のNHKのアンケートで「どちらかといえば賛成」と回答[29]。「同性婚を制度として認めるべきだと考るか」との同年の毎日新聞社のアンケートに対して「認めるべき」と回答[30]。
- クオータ制の導入について、2021年のNHKのアンケートで「どちらかといえば反対」と回答[29]。同年の毎日新聞社のアンケートで「反対」と回答[30]。

### その他
- アベノミクスについて、2017年の朝日新聞社のアンケートで「どちらかと言えば評価する」と回答[28]。
- 安倍内閣による森友学園問題・加計学園問題への対応について、2017年の朝日新聞社のアンケートで「どちらかと言えば評価しない」と回答[28]。
- 森友学園への国有地売却をめぐる公文書改竄問題で、2021年5月6日、国は「赤木ファイル」の存在を初めて認めた[31]。しかし5月13日、菅義偉首相はファイルの存在を踏まえた再調査を行わない考えを報道各社に書面で示した[32]。9月の自民党総裁選挙で総裁に選出された岸田文雄も10月11日、衆議院本会議の代表質問で再調査の実施を否定した[33]。国の対応をどう考えるかとの同年の毎日新聞社のアンケートに対し「これ以上、調査や説明は必要ない」と回答[30]。
- 2013年11月26日、特定秘密保護法案の採決で賛成票を投じた[34]。

## 人物・不祥事

### 統一教会との関係
- 2018年10月25日、伊藤が代表を務める資金管理団体「いとう会」は、世界平和統一家庭連合（旧統一教会）の関連団体「国際勝共連合」が開いた国際勝共連合創立50周年記念大会に秘書を出席させ、会費として20,000円を支出した[35][36]。
- 2022年7月から8月にかけて、共同通信社は、全国会議員712人を対象に、統一教会との関わりを尋ねるアンケートを実施。8月31日に各議員の回答の全文を公表した。上記のとおり伊藤は4年前に国際勝共連合に会費を支払っていたが「相手方のあることなので、個別の問い合わせには回答していない」として、「分からない、答えられない」と答えた[37][38]。

### 水俣病被害者の発言制止問題
2024年5月1日、水俣市で水俣病犠牲者の慰霊式典が行われた後、患者・被害者でつくる8団体と伊藤との懇親会が開かれた。団体Aの発言が3分を超えると、環境省職員が内容をまとめるよう促すと同時に、マイクの音声を切り発言できなくした。団体Bの発言が6分になると、職員が「お時間です」と遮り、マイクを切った。団体Cの代表が、水俣病と認められないまま前年に死去した妻のことをと訴えているときに、持ち時間が過ぎると職員はマイクの音声を切り、発言できなくした。このため場内は騒然となった。
直後に参加者が伊藤に対し「マイクを切ったことをどう思うか」と質問すると、伊藤は会場にいたにもかかわらず「私はマイクを切ったことを認識しておりません」と答えた。現地で司会を務めた環境省の特殊疾病対策室長の木内哲平は、懇談の場では各団体が話す時間を3分と設定し、伊藤の帰りの新幹線に間に合わせるため、時間を超えるとマイクの音を切る運用を決めていたとメディアに説明した。
同年5月7日、同省は伊藤の指示を受け、発言者2人のマイクの音を切ったことを認めるとともに、木内が8日に被害者側に謝罪する方針を明らかにした。伊藤自身は謝罪する予定はなく木内に謝罪させる予定だったが、8日になると一転し、同日午後に水俣市を訪れ、団体関係者と面会し、直接謝罪した、なお伊藤はマイクオフについて知らなかったとしているが実際は進行表に明記されていた。

### その他
- 父の秘書を務めた阿部五一には「信太郎からお礼を言われたことは一度もありません」「情を感じない」と評されている[46]。
- 三回結婚していて、前妻と現妻の間に二男あり、なお最初の妻は伊藤とともに1989年6月号の「主婦の友」でインタビューに応じている[47]。
- 落選直後にパソナの人材創造大学校の校長及び特別顧問に就任していた[48]。
- 衆議院議員再選後の2016年にはパソナ創業者で社長である南部靖之の娘である南部れいなのミュージックビデオのディレクター(妻の智子がアシスタントディレクター)を担当[48][49]。
- 一九八二年から「株式会社インターメディア」(前身名:伊藤信太郎プロダクション)社長を務めてきたが、環境大臣就任に伴い妻の智子が代表取締役に就任[48]。
- 日本語に加え、英語、フランス語、イタリア語、中国語が出来る[8]。
- ファミリーコンピュータ用の政治シミュレーション・ゲームソフト・『アメリカ大統領選挙』（ヘクト、1988年10月28日）の開発では、監修を務めた。
- 自宅隣の韓国焼肉店に対し、「ダクトと排気ファンを使うのなら、1日当たり150万円支払え」とトラブルになっていることが週刊新潮2020年6月11日号で報じられた[50]。その後新潮社に対し、虚偽の事実を適示し名誉を毀損したとして記事の撤回と謝罪を求めた[51][52][53]。

## 家族
- 父親は、衆議院議長、科学技術庁長官などを歴任した伊藤宗一郎（2001年に死去）。現在の家族は、母親、妻、長男、次男である[8]。

## 所属団体・議員連盟
- 自民党たばこ議員連盟[54]
- 神道政治連盟国会議員懇談会[55]
- TPP交渉における国益を守り抜く会
- 日米欧総合安全保障議員協議会
- 東北地方に医学部の新設を推進する議員連盟
- 自由民主党観光産業振興議員連盟
- 日本・EU友好議員連盟
- 自民党タクシー・ハイヤー議員連盟
- 世界銀行国会議員連盟
- 自民党行政書士制度推進議員連盟
- リニアコライダー（先端線型加速器）国際研究所建設推進議員連盟
- 自民党建設設計議員連盟
- たたみ振興議員連盟
- 少林寺拳法振興議員連盟
- 自民党看護問題対策議員連盟
- 自民党LPG対策議員連盟
- 文化芸術振興議員連盟（事務局長）

## 選挙歴
| 当落 | 選挙                     | 執行日         | 年齢 | 選挙区  | 政党       | 得票数     | 得票率 | 定数 | 得票順位 /候補者数 | 政党内比例順位 /政党当選者数 |
| ---- | ------------------------ | -------------- | ---- | ------- | ---------- | ---------- | ------ | ---- | ------------------ | ---------------------------- |
| 当   | 第42回衆議院議員補欠選挙 | 2001年10月28日 | 48   | 宮城4区 | 自由民主党 | 6万3745票  | 47.72% | 1    | 1/4                | /                            |
| 当   | 第43回衆議院議員総選挙   | 2003年11月09日 | 50   | 宮城4区 | 自由民主党 | 7万6554票  | 40.18% | 1    | 1/4                | /                            |
| 当   | 第44回衆議院議員総選挙   | 2005年09月11日 | 52   | 宮城4区 | 自由民主党 | 11万4245票 | 54.54% | 1    | 1/3                | /                            |
| 落   | 第45回衆議院議員総選挙   | 2009年08月30日 | 56   | 宮城4区 | 自由民主党 | 9万2610票  | 40.83% | 1    | 2/4                | 10/4                         |
| 当   | 第46回衆議院議員総選挙   | 2012年12月16日 | 59   | 宮城4区 | 自由民主党 | 8万250票   | 44.28% | 1    | 1/5                | /                            |
| 当   | 第47回衆議院議員総選挙   | 2014年12月14日 | 61   | 宮城4区 | 自由民主党 | 6万8773票  | 57.28% | 1    | 1/3                | /                            |
| 当   | 第48回衆議院議員総選挙   | 2017年10月22日 | 64   | 宮城4区 | 自由民主党 | 7万3298票  | 58.45% | 1    | 1/3                | /                            |
| 当   | 第49回衆議院議員総選挙   | 2021年10月31日 | 68   | 宮城4区 | 自由民主党 | 7万4721票  | 56.51% | 1    | 1/3                | /                            |
| 落   | 第50回衆議院議員総選挙   | 2024年10月27日 | 71   | 宮城4区 | 自由民主党 | 6万5616票  | 33.42% | 1    | 2/4                | 7/5                          |